# Regione oscura della Giraffa
La regione oscura della Giraffa è un complesso di nubi molecolari e oscure visibili in direzione della parte meridionale della costellazione della Giraffa. Si tratta di un sistema di nubi e stelle giovani situate all'interno del Braccio di Orione a circa 1000 parsec (3300 anni luce) di distanza dal sistema solare; condivide la medesima regione galattica delle nubi molecolari di Cassiopea e si trova al di là dei complessi di formazione stellare di Perseo e del Toro.
La regione non è stata oggetto di particolari studi fino alla fine del Novecento, quando vennero condotti alcuni monitoraggi sulle regioni oscure che celano la Via Lattea in questo tratto; negli anni novanta si è scoperto che sono qui attivi dei fenomeni di formazione stellare, come testimoniato dalla presenza di un gran numero di oggetti stellari giovani e dell'associazione OB catalogata come Camelopardalis OB1, composta da alcune stelle brillanti di classe spettrale O e B, più diverse decine di stelle di classe A.
Gli oggetti più remoti osservabili in questa regione di cielo appartengono al Braccio del Cigno, noto anche come Braccio Esterno, in cui si estende l'associazione Cam OB3 e alcune regioni H II ad essa associate.

## Osservazione

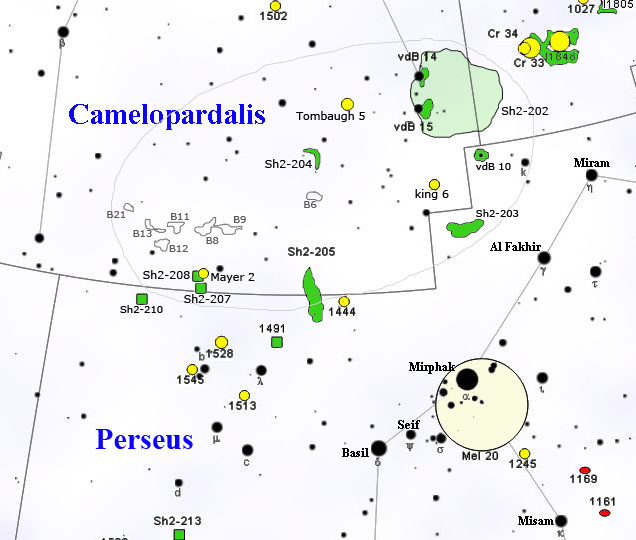
Mappa della regione oscura della Giraffa centrata sull'associazione Cam OB1; in basso l'associazione di e in alto a destra il Complesso W3/W4/W5.

La regione galattica in direzione della costellazione della Giraffa si presenta visivamente molto oscurata: questo è infatti il tratto della scia della Via Lattea meno luminoso e appariscente dell'intera volta celeste; può essere osservato come un debolissimo alone chiaro dall'aspetto molto sfilacciato soltanto nelle notti più buie e limpide, e anche i campi stellari della regione sono assai poco ricchi. Con un binocolo è possibile osservare nella regione alcune deboli associazioni di stelle scarsamente concentrate, mentre gran parte degli astri è sparpagliata e apparentemente priva di legami. La regione è facile da individuare grazie alla presenza della brillante stella Mirfak (α Persei), la stella più brillante della costellazione di Perseo, posta al centro di una brillante associazione di stelle azzurre nota come ammasso di α Persei (Mel 20), che rappresenta a sua volta il centro dell'associazione Perseus OB3. L'area di cielo a nord di quest'associazione corrisponde alla regione oscura della costellazione della Giraffa.
La declinazione del complesso nebuloso è fortemente settentrionale, con una media di 56°N; ciò comporta che la sua osservazione sia possibile in particolare dalle regioni poste nell'emisfero boreale terrestre, dove per altro si presenta circumpolare fino alle latitudini temperate inferiori. Dall'emisfero australe è possibile osservare il complesso quasi esclusivamente dalla fascia tropicale e subtropicale, da cui per altro si osserva estremamente bassa sull'orizzonte settentrionale. Il periodo più adatto per la sua osservazione nel cielo serale ricade nei mesi corrispondenti all'autunno e all'inverno boreali, tra la fine di ottobre e tutto il mese di marzo; la parte meridionale della Giraffa appare allo zenit alle latitudini corrispondenti all'Europa settentrionale e al Canada, oltre che alla Russia centro-meridionale.

## Struttura e ambiente galattico

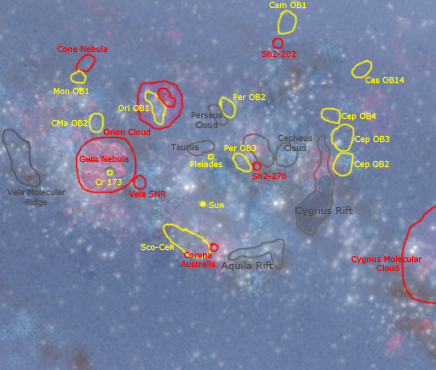
Mappa del Braccio di Orione fino a 1500 parsec dal Sole (visibile al centro); l'associazione Cam OB1 si trova sul lato superiore dell'immagine.

La regione della Giraffa si trova fisicamente nella parte più esterna del Braccio di Orione, il piccolo braccio di spirale secondario della Via Lattea in cui si trovano il sistema solare e gran parte degli oggetti più luminosi della volta celeste, nonché quasi tutte le stelle osservabili ad occhio nudo da Terra: la linea di vista fra il Sole e la regione è interessata da forti oscuramenti operati dalle masse di gas e polvere interstellare disperse lungo il braccio. L'oggetto più notevole lungo la linea di vista è l'associazione Per OB3, un'associazione OB le cui componenti stellari più luminose sono perfettamente visibili anche senza l'ausilio di strumenti, in quanto costituiscono il gruppo di stelle attorno alla brillante stella Mirfak; quest'associazione viene a trovarsi a circa 200-250 parsec di distanza dal Sole, dunque a un quarto della distanza che lo separa dalla regione della Giraffa qui presa in esame.
Per OB3 si trova nella parte centrale dello spessore del Braccio di Orione; oltre questo si estende l'Anello Lindblad, a circa 300 parsec, nella cui regione si trova anche la Nube di Perseo, posta però a una latitudine galattica elevata che dunque non ostacola la linea di vista in direzione della Giraffa. Ancora oltre si estende una regione priva di grossi addensamenti nebulosi, in cui gli oggetti più notevoli sono l'ammasso aperto NGC 752 in Andromeda e M34. L'associazione Cam OB1, centrata sulla regione di nebulose oscure della Giraffa, si mostra ancora più in là, sul bordo del braccio di spirale; essa appare in connessione con alcune nebulose a emissione, fra le quali spiccano Sh2-202 e Sh2-205. Una delle nebulose oscure più dense appartenenti a questo settore galattico, situata nei pressi di Sh2-202, contiene l'oggetto stellare massiccio GL 490, mentre poco innanzi ad esse si troverebbe il grande complesso di nubi oscure che comprende TGU 942, TGU 994, TGU 1003, TGU 1036, TGU 1041, TGU 1027 (nella direzione di μ Persei), TGU 1014, TGU 1006 e TGU 989, disposte a formare una struttura ad anello nella parte meridionale della regione della Giraffa.
Gli altri oggetti visibili nella stessa direzione, come le due stelle di quarta magnitudine associate alle nebulose a riflessione vdB 14 e vdB 15 e i complessi oscuri posti alcuni gradi ad ovest di Sh2-202, appartengono invece alla parte più remota del Braccio di Orione, disposti fra questo e il Braccio di Perseo, uno dei bracci maggiori della Via Lattea. Tutte le altre regioni nebulose brillanti visibili in questa direzione, ossia Sh2-203, Sh2-204, Sh2-206 e Sh2-207, apparterrebbero invece alla parte più remota del Braccio di Perseo, a breve distanza dal Braccio Esterno, nella regione galattica in cui giace anche l'associazione Cam OB3, le cui stelle principali sono HD 237211, una supergigante blu di magnitudine 9,05, e BD+63 87, una subgigante bianco-azzurra di magnitudine 10,01. L'area che si estende fra Cam OB1 e il Braccio di Perseo appare in questa direzione pressoché priva di complessi nebulosi e di stelle notevoli.

## Nubi molecolari e regioni di formazione stellare

La tenue nebulosa Sh2-202, con al centro l'ammasso Stock 23, probabilmente non in relazione con la nube e le cui stelle appaiono assieme solo per un effetto prospettico.

I maggiori indizi della presenza di fenomeni di formazione stellare nella regione sono dati dalla presenza di alcuni oggetti stellari giovani all'interno delle regioni H II osservabili in questa direzione, come Sh2-202. In questa nube l'oggetto più notevole è la sorgente infrarossa IRAS 03134+5958, che coincide con la stella HBC 336, una stella T Tauri con forti emissioni Hα; questa stella si trova all'interno dell'ammasso aperto catalogato come Stock 23, la cui reale esistenza è messa in dubbio in quanto si sospetta che le sue stelle appaiano associate solo a causa di un effetto prospettico. Altre 12 stelle con forti emissioni Hα sono state scoperte nei pressi della nube Sh2-205, di cui 4 appartengono alla classe delle T Tauri. All'interno degli oscuri banchi di polvere sono stati invece individuati alcuni bozzoli ad alta densità: 12 di questi, coincidenti con altrettante protostelle, sono stati individuati nella nube LDN 1400, mentre CB17 (LDN 1389) e CB26 (LDN 1439) sono associati rispettivamente alle sorgenti infrarosse IRAS 04005+5647 e IRAS 04559+5200, coincidenti a loro volta con nuclei protostellari. Un gran numero di altre sorgenti IRAS sono state scoperte nelle nubi circostanti.
Una delle sorgenti più interessanti del complesso della Giraffa è IRAS 04376+5413: l'oggetto è parzialmente avvolto nella nube oscura LDN 1415 ed è associato all'oggetto di Herbig-Haro HH 892; nel corso degli anni duemila questa sorgente ha subito un notevole aumento della sua luminosità, in maniera simile a quanto era già stato osservato in altri oggetti simili localizzati in altre regioni galattiche. Ciò ha fatto supporre che la sorgente fosse associata a una giovane stella EX Lupi o a una stella FU Orionis, la cui caratteristica principale è proprio un improvviso aumento di luminosità dovuto ad un'imponente eruzione di materia dalla fotosfera protostellare.
Gli oggetti stellari giovani presenti nella regione tendono ad essere raggruppati in associazioni, come è ben evidente nella nube di GL 490 e in Sh2-205, posti nel medesimo settore galattico dell'associazione Cam OB1; 42 degli oggetti stellari giovani osservati in questa direzione appartengono effettivamente al Braccio di Orione, mentre altri oggetti più lontani si trovano sul Braccio di Perseo, a oltre 2000 parsec.

## Associazioni OB
Un'associazione OB è un'associazione stellare di recente formazione che contiene decine di stelle massicce di classe spettrale O e B, ossia blu e molto calde; si formano in contemporanea nelle nubi molecolari giganti, il cui gas residuo viene spazzato via dal forte vento stellare e dalla radiazione UV emessa dalle stesse stelle che ha generato. Nel giro di pochi milioni di anni, gran parte delle stelle più luminose dell'associazione esplode come una supernova, mentre le stelle più piccole sopravvivono per molto più tempo, in virtù della loro massa inferiore. Si crede che la gran parte delle stelle della nostra Galassia sia in origine appartenute ad associazioni OB. Paradossalmente, si possono conoscere più facilmente le associazioni OB di altre galassie piuttosto che della nostra, a causa della presenza delle nubi oscure che mascherano la gran parte degli oggetti interni alla Via Lattea.
Le associazioni visibili in direzione della regione oscura della Giraffa appartengono a due bracci di spirale distinti; la più vicina, direttamente in relazione con i banchi oscuri osservabili in sovrapposizione alla scia della Via Lattea, è la Cam OB1, appartenente al Braccio di Orione. Cam OB3, al contrario, si trova in una regione galattica molto più remota, sul bordo esterno del Braccio di Orione.

### Camelopardalis OB1

Le stelle più brillanti dell'associazione Cam OB1-A, circondate da nebulosità.

Cam OB1 è l'associazione OB più vicina del gruppo della Giraffa. Di individua poco a nord dell'Ammasso di α Persei e si estende apparentemente su una regione dal diametro di ben 24°; l'associazione è distinguibile in tre gruppi. Cam OB1-A è la parte più settentrionale; di essa fanno parte le due stelle HD 21291 (CS Cam), una supergigante blu variabile α Cygni responsabile dell'illuminazione della nube vdB 14, e HD 21389 (CE Cam), anch'essa supergigante variabile e responsabile dell'illuminazione di vdB 15. A questa sottosezione appartiene anche la nebulosa Sh2-202 e le stelle ad essa associate. Il secondo gruppo è Cam OB1-B, che appare centrato attorno alla nube Sh2-205, nella parte sudorientale della regione, sul confine con la costellazione di Perseo; il terzo gruppo, Cam OB1-C, è centrato sull'ammasso NGC 1502. Le dimensioni totali dell'associazione, tenendo conto di una distanza media pari a 1000 parsec, sono pari a circa 70-90 parsec, un diametro abbastanza tipico per un'associazione OB. La distanza dell'associazione è stata stimata tramite un calcolo medio della distanza delle sue componenti, ed equivale a 1010±210 parsec (3292±685 anni luce).
Inizialmente 55 stelle furono indicate come probabili membri dell'associazione, alcune delle quali ne furono escluse in seguito ad uno studio del 2007 che prese in considerazione la distanza fotometrica; delle 43 stelle prese in esame, 2 sono di classe compresa fra O8.5 e O9, 35 sono comprese fra le classi B0 e B3, dalle stelle blu di sequenza principale alle supergiganti, e 6 sono delle supergiganti di classe A, G e K, alle quali vanno aggiunte altre 15 supergiganti blu appartenenti all'ammasso NGC 1502. La metà delle stelle dell'associazione si concentrano nel gruppo Cam OB1-A, fra cui spicca la giovanissima GL 490, una stella di grande massa (circa 8-10 M⊙), in procinto di entrare nella fase di stella Be di Herbig, mentre nel gruppo Cam OB1-B ve ne sono una decina; all'associazione potrebbe essere appartenuta in origine anche la supergigante fuggitiva α Camelopardalis, responsabile dell'illuminazione della nube vdB 30, facente parte di NGC 1502 fino a 2 milioni di anni fa e ora posta alla distanza del Braccio di Perseo, ad una elevatissima latitudine galattica, oltre che l'ammasso NGC 1444, situato nei pressi di Sh2-205. Nella regione dell'associazione le stelle di massa più piccola si sono originate a seguito di un ciclo di formazione stellare che ha avuto luogo nel corso di circa 100 milioni di anni, mentre per le stelle massicce che compongono l'associazione in sé l'età deve essere ancora verificata con maggiore precisione.

### Camelopardalis OB3

Alicante 1, l'ammasso aperto costituente il centro dell'associazione Cam OB3.

L'associazione Cam OB3 fa parte degli oggetti galattici di fondo più remoti osservabili in direzione della Giraffa; la sua distanza è stata stimata in circa 3300-4230 parsec ed è dunque situata sulla parte più esterna del Braccio di Perseo o fra questo e il Braccio del Cigno. Fra le sue stelle più brillanti, visibili alcuni gradi a sud di NGC 1502 in una regione fortemente oscurata, vi sono HD 237211 e BD+63 87, due supergiganti, cui si aggiungono una quindicina di stelle di classe O e B di sequenza principale, fra cui spicca BD+56 866, di classe O9V, e MY Camelopardalis, per un totale di 18 membri accertati. In uno studio del 2008 è stato per la prima volta individuato un possibile ammasso aperto associato fisicamente all'associazione Cam OB3, le cui coordinate sono AR=03h 59m 19s e DEC=+57° 11′ 53″, che contiene al suo interno le stelle LSI+57°137, di classe B1.5V, e BD+56 866, di classe O9V. L'ammasso è stato catalogato come Alicante 1; la sua scoperta conferma definitivamente l'esistenza della stessa associazione OB, la quale in precedenza era stata messa in dubbio. Secondo gli autori di questa scoperta, Cam OB3 si trova alla distanza di 4000 parsec (circa 13000 anni luce).
A Cam OB3 è associata la nebulosa Sh2-204, visibile poco ad ovest dell'ammasso sopra citato, che possiede una forma ad arco notevolmente pronunciata; la sua grande estensione apparente è indice delle sue notevoli dimensioni fisiche reali. Ad alcuni gradi di distanza in direzione sudovest si trova la nube Sh2-203, spesso indicata come facente parte dello stesso braccio di spirale dell'associazione Cam OB3. L'ambiente galattico dell'associazione comprende pure la nebulosa Sh2-207, la cui fonte primaria della ionizzazione dei gas è la stella subgigante blu di tredicesima magnitudine USNO-A2 1425-05097182, e Sh2-206 (NGC 1491), ionizzata dal vento della stella BD+50° 886, una stella blu di classe O5 di magnitudine 11,22, dall'elevata temperatura superficiale, responsabile della formazione di un fronte di ionizzazione che avanza alla velocità di 0,03 kms−1.

### Testi generali
- (EN) Stephen James O'Meara, Deep Sky Companions: Hidden Treasures, Cambridge University Press, 2007, ISBN 0-521-83704-9.
- (EN) Robert Burnham, Jr, Burnham's Celestial Handbook: Volume Two, New York, Dover Publications, Inc., 1978.
- (EN) Thomas T. Arny, Explorations:  An Introduction to Astronomy, 3 updatedª ed., Boston, McGraw-Hill, 2007, ISBN 0-07-321369-1.
- AA.VV, L'Universo - Grande enciclopedia dell'astronomia, Novara, De Agostini, 2002.
- J. Gribbin, Enciclopedia di astronomia e cosmologia, Milano, Garzanti, 2005, ISBN 88-11-50517-8.
- W. Owen, et al, Atlante illustrato dell'Universo, Milano, Il Viaggiatore, 2006, ISBN 88-365-3679-4.

### Testi specifici

#### Sull'evoluzione stellare
- (EN) C. J. Lada, N. D. Kylafits, The Origin of Stars and Planetary Systems, Kluwer Academic Publishers, 1999, ISBN 0-7923-5909-7.
- A. De Blasi, Le stelle: nascita, evoluzione e morte, Bologna, CLUEB, 2002, ISBN 88-491-1832-5.
- C. Abbondi, Universo in evoluzione dalla nascita alla morte delle stelle, Sandit, 2007, ISBN 88-89150-32-7.

#### Sulla regione galattica della Giraffa
- Straižys, V.; Laugalys, V., Young Stars and Clouds in Camelopardalis, in Handbook of Star Forming Regions, Volume I: The Northern Sky ASP Monograph Publications, vol. 4, Bo Reipurth, dicembre 2008,  p. 294, ISBN 978-1-58381-670-7.

### Carte celesti
- Toshimi Taki, Taki's 8.5 Magnitude Star Atlas, su geocities.jp, 2005. URL consultato il 7 novembre 2010 (archiviato dall'url originale il 5 novembre 2018). - Atlante celeste liberamente scaricabile in formato PDF.
- Tirion, Rappaport, Lovi, Uranometria 2000.0 - Volume I - The Northern Hemisphere to -6°, Richmond, Virginia, USA, Willmann-Bell, inc., 1987, ISBN 0-943396-14-X.
- Tirion, Sinnott, Sky Atlas 2000.0, 2ª ed., Cambridge, USA, Cambridge University Press, 1998, ISBN 0-933346-90-5.
- Tirion, The Cambridge Star Atlas 2000.0, 3ª ed., Cambridge, USA, Cambridge University Press, 2001, ISBN 0-521-80084-6.